# 圣克利所恭堂
圣克利所恭堂 是一座罗马天主教堂，位于克罗地亚扎达尔，以该市的主保圣人圣克利所恭命名。
1175年，罗马式教堂，由扎达尔总主教Lampridius祝圣。建于罗马市场的原址，取代了圣安多尼堂，是大型中世纪本笃会修道院唯一剩下的部分。1387年，被谋杀的匈牙利和达尔马提亚王太后波斯尼亚的伊丽莎白，被秘密埋葬在该堂，在那里她的遗体一直保存了三年，直到迁往塞克什白堡圣殿。钟楼的建造始于1485年，但于1546年废弃，从未完工。